# ضم الاتحاد الروسي للقرم
تم ضم شبه جزيرة القرم من قبل الاتحاد الروسي في مارس عام 2014 بعاصمتها سيمفروبول، حيث كانت جزءاً من الأراضي الأوكرانية منذ عام 1954 ضمن الاتحاد السوفييتي، تدار الآن ككيانين فدراليين روسيين وهما جمهورية القرم ومدينة سيفاستوبول الاتحادية، حتى عام 2016 تم تجميع هذه الكيانات في ما يُسمى «منطقة القرم الاتحادية». ورافق الضم تدخل عسكري من روسيا في شبه جزيرة القرم الذي حدث في أعقاب الثورة الأوكرانية عام 2014، وكان جزءاً من اضطرابات أوسع في جنوب وشرق أوكرانيا.
وفي 22-23 فبراير 2014، عقد الرئيس الروسي فلاديمير بوتين اجتماعاً طوال الليل مع رؤساء الأجهزة الأمنية لمناقشة مسألة تخليص الرئيس الأوكراني المخلوع والموالي له فيكتور يانوكوفيتش، وفي نهاية الاجتماع قال «يجب علينا أن نبدأ العمل على إعادة شبه جزيرة القرم إلى روسيا», وفي 23 فبراير، أقيمت مظاهرات موالية لروسيا في مدينة سيفاستوبول عاصمة القرم. واستولت القوات الروسية المتخفية والتي لم ترتدي أي إشارة عسكرية على المجلس الأعلى أو ما يُعرف ببرلمان القرم في يوم 27 فبراير، كما استولت كذلك على مواقع إستراتيجية في جميع أرجاء شبه جزيرة القرم، مما أدى إلى تنصيب حكومة سيرغي أكسيونوف الموالية لروسيا على شبه الجزيرة، وإجراء استفتاء حول حالة القرم وإعلان استقلالها بتاريخ 16 مارس عام 2014 وتزامن ذلك مع إعلان روسيا عن ضمّها لشبه جزيرة القرم يوم 18 مارس عام 2014.
أدانت أوكرانيا وكثير من رؤساء حكومات العالم الضم والإجراء التي قامت به روسيا، واعتبرته انتهاكاً للقانون الدولي والاتفاقات الموقعة بين روسيا والمحافظة على الوحدة الإقليمية لأوكرانيا، بما في ذلك الاتفاق المتعلق بإقامة رابطة الدول المستقلة عام 1991، واتفاقات هلسنكي، ومذكرة بودابست بشأن الضمانات الأمنية (1994)، ومعاهدة الصداقة والتعاون والشراكة بين الاتحاد الروسي وأوكرانيا. وأدى ذلك إلى قيام مجموعة الثماني حينها بتعليق عضوية روسيا في المجموعة، ثم طرح حزمة أولى من العقوبات ضدها وقد رفضت الجمعية العامة للأمم المتحدة أيضا الاستفتاء وضم القرم، واعتمدت قراراً غير ملزم يؤكد «السلامة الإقليمية لأوكرانيا ضمن حدودها المعترف بها دولياً». كما أن قرار الأمم المتحدة «يؤكد أن الاستفتاء ليس له صحة، ولا يمكن أن يشكل الأساس لأي تغيير في وضع شبه جزيرة القرم»، ويهيب بجميع الدول والمنظمات الدولية عدم الاعتراف أو ضمناً الاعتراف بضم روسيا. أكدت الجمعية العامة للأمم المتحدة مجدداً عام 2016 عدم الاعتراف بالضم وأدانت ما وصفته «الاحتلال المؤقت لجزء من أراضي أوكرانيا - جمهورية القرم المتمتعة بالحكم الذاتي ومدينة سيفاستوبول».
يعارض الاتحاد الروسي تسمية «الضم»، حيث يدافع الرئيس الروسي فلاديمير بوتين عن الاستفتاء بحجة امتثاله بمبدأ تقرير حق المصير للشعوب. قال رئيس الوزراء الروسي ديمتري ميدفيديف في شهر يوليو من عام 2015 أن القرم قد اندمجت تماماً مع روسيا.

## خلفية
أصبحت القرم جزءًا من الإمبراطورية الروسية في عام 1783، عندما ضُمّت خانية القرم، ثم جزءًا من جمهورية روسيا الاتحادية الاشتراكية السوفيتية حتى عام 1954. خلال المراحل الأولى من الحرب الأهلية الروسية، كانت هناك سلسلة من الحكومات المستقلة قصيرة الأجل (جمهورية القرم الشعبية، وحكومة القرم الإقليمية، وجمهورية القرم الاشتراكية السوفيتية) وتبعتها حكومات روسيا البيضاء (القيادة العامة لقوات جنوب روسيا المسلحة ثم حكومة جنوب روسيا الأولى لاحقًا). في أكتوبر 1921، أُنشئت جمهورية القرم الاشتراكية السوفيتية ذاتية الحكم التابعة لجمهورية روسيا الاتحادية الاشتراكية السوفيتية. بعد الحرب العالمية الثانية، وبعد ترحيل جميع تتار القرم الأصليين، جُرّدت جمهورية القرم الاشتراكية السوفيتية من استقلالها في عام 1946 وتراجع مركزها لتصبح أوبلاست تابعًا للاتحاد الروسي.
في عام 1954، نُقِلت سلطة أوبلاست القرم من جمهورية روسيا الاتحادية الاشتراكية السوفيتية إلى جمهورية أوكرانيا الاشتراكية السوفيتية بموجب مرسوم صادر عن هيئة رئاسة السوفييت الأعلى للاتحاد السوفيتي.
في عام 1989، وفي إطار برنامج البيريسترويكا، أعلن السوفيت الأعلى أن ترحيل تتار القرم في عهد ستالين كان غير قانوني، وسمح للجماعات الإثنية ذات الأغلبية المسلمة بالعودة إلى القرم.
في عام 1990، اقترح سوفييت أوبلاست القرم إعادة قيام جمهورية القرم الاشتراكية السوفيتية ذاتية الحكم. أجرى الأوبلاست استفتاءً في عام 1991، والذي استفسر عما إذا كان ينبغي ترقية القرم لتصبح أحد الأطراف الموقعة على معاهدة الاتحاد الجديد (أي أن تصبح جمهورية اتحاد سوفيتي بحد ذاتها). لكن بحلول ذلك الوقت كان تفكك الاتحاد السوفيتي جاريًا على قدم وساق. أُعيد قيام  جمهورية القرم الاشتراكية السوفيتية ذاتية الحكم لمدة أقل من عام كجزء من أوكرانيا السوفيتية قبل استقلال أوكرانيا. أبقت أوكرانيا المستقلة حديثًا على وضع جمهورية القرم ذاتية الحكم، في حين أكد مجلس القرم الأعلى على «سيادة» القرم  كجزء من أوكرانيا. حدت السلطات الأوكرانية من استقلالية القرم في عام 1995.
في سبتمبر 2008، اتهم وزير الشؤون الخارجية الأوكراني، فولوديمير أوريزكو، روسيا بمنح جوازات سفر روسية لمواطني القرم، ووصفها بـ «مشكلة فعلية» نظرًا لإعلان روسيا التدخل العسكري في خارج أراضيها من أجل حماية المواطنين الروس.
في 24 أغسطس 2009، نظَّم سكان القرم روس الأصل مظاهرات مناهضة للحكومة الأوكرانية. عبّر سيرجي تسيكوف (عضو في الكتلة الروسية ثم نائب رئيس برلمان القرم) عن أمله بأن تتعامل روسيا مع الأوضاع في القرم كما فعلت في أوسيتيا الجنوبية وأبخازيا. يشكل روس الأصل الغالبية العظمى من سكان القرم بينما يشكل أوكرانيو الأصل وتتار القرم الأقلية فيها، وبالتالي فإنها تضم ديمغرافيًا أحد أكبر فئات السكان ذوي الأصول الروسية في أوكرانيا.

في عام 2011، توقع بعض المحللين أن الحكومة الروسية وضعت خططًا وحدوية:
...تعتزم روسيا ضم القرم وترتقب الفرصة المناسبة لذلك، ومن المحتمل أن يكون ذلك بذريعة الدفاع عن الأشقاء الروس في الخارج.

–     ويليام فاريتوني، 2011

### الميدان الأوروبي والثورة الأوكرانية
بدأت حركة احتجاج الميدان الأوروبي في كييف في أواخر نوفمبر 2013 بعد أن أوقف الرئيس فيكتور فيدورفيتش يانوكوفيتش، عضو حزب الأقاليم، توقيع اتفاقية الشراكة بين أوكرانيا والاتحاد الأوروبي. فاز يانوكوفيتش بالانتخابات الرئاسية في عام 2010 بدعم قوي من الناخبين في جمهورية القرم ذاتية الحكم وجنوب أوكرانيا وشرقها. أيدت حكومة القرم ذاتية الحكم يانوكوفيتش بشدة وأدانت الاحتجاجات بوصفها «تهدد الاستقرار السياسي في البلاد». عبر برلمان جمهورية القرم ذاتية الحكم عن تأييده قرار الحكومة المتمثل بتعليق المفاوضات بشأن اتفاق الشراكة المنتظر وحث سكان القرم على «تعزيز العلاقات الودية مع المناطق الروسية».
بتاريخ 4 فبراير 2014، ارتأت هيئة رئاسة المجلس الأعلى إجراء استفتاء على وضع شبه جزيرة القرم، وطلبت من الحكومة الروسية ضمان حق التصويت. تمثل رد جهاز أمن أوكرانيا بإقامة دعوى جنائية للتحقيق في «التخريب» الذي قد يلحق بالسلامة الإقليمية لأوكرانيا. في 20 فبراير 2014، وأثناء زيارة إلى موسكو، صرح رئيس مجلس القرم الأعلى، فلاديمير كونستانتينوف، بأن نقل القرم في عام 1954 من جمهورية روسيا الاتحادية الاشتراكية السوفيتية إلى جمهورية أوكرانيا الاشتراكية السوفيتية كان خطأً.
في أواخر فبراير 2014، وصلت احتجاجات الميدان الأوروبي إلى ذروتها بقيام الثورة الأوكرانية، وفرّ يانوكوفيتش والعديد من وزرائه من العاصمة في 22 فبراير. بعد فراره، وضعت أحزاب المعارضة والمنشقون عن حزب الأقاليم نصابًا برلمانيًا في البرلمان الأوكراني، وصوتوا في 22 فبراير لإقالة يانوكوفيتش من منصبه بناءً على عدم تمكنه من أداء واجباته، رغم افتقار هذا العزل التشريعي لثلاثة أرباع عدد الأصوات المطلوبة لأعضاء البرلمان الدائمين وفقًا للدستور المعمول به آنذاك، والذي صوت أعضاء البرلمان على تعليق العمل به أيضًا. عين أعضاء البرلمان أرسيني بيتروفيتش ياتسينيوك رئيسًا لحكومة تصريف الأعمال إلى حين إجراء انتخابات رئاسية وبرلمانية جديدة. أُقرّ بهذه الحكومة الجديدة دوليًا، رغم أن الحكومة الروسية وصفت هذه الأحداث بـ «الانقلاب»، وأن حكومة تصريف الأعمال غير شرعية.

## تاريخيًا

### نشوب الأزمة
كانت ثورة فبراير 2014 التي أطاحت بالرئيس الأوكراني فيكتور يانوكوفيتش سببًا في إشعال شرارة أزمة سياسية في القرم، والتي تجلت في مستهل الأمر كمظاهرات ضد الحكومة الأوكرانية المؤقتة الجديدة، ولكنها تصاعدت بسرعة. في يناير 2014، دعا مجلس مدينة سيفاستوبول إلى تشكيل وحدات «ميليشيا شعبية» «لتأمين الدفاع القوي» للمدينة ضد «التطرف».
دعا أعضاء برلمان القرم إلى عقد اجتماع استثنائي في 21 فبراير. ردًا على تعاطف الانفصاليين الموالين لروسيا، ذكر جهاز أمن أوكرانيا أنه «سيتخذ تدابير صارمة لمنع اتخاذ أي إجراء ضد الحد من السلامة الإقليمية الأوكرانية وسيادتها». لم يناقش حزب الأقاليم التابع للرئيس الأوكراني فيكتور يانوكوفيتش والذي يحتل أكبر عدد من مقاعد برلمان القرم (80 من أصل 100) مسألة انفصال القرم، وأيد الاتفاق بين الرئيس يانوكوفيتش ونشطاء الميدان الأوروبي لوضع حد للفوضى التي نشبت في نفس اليوم في كييف.
عقد الرئيس الروسي فلاديمير بوتين اجتماعًا في ليلة 22 و23 فبراير مع رؤساء الأجهزة الأمنية لمناقشة أمر إبعاد الرئيس الأوكراني المخلوع فيكتور يانوكوفيتش، وأشار بوتين في نهاية ذلك الاجتماع إلى ما يلي: «يتعين علينا أن نبدأ العمل على إعادة ضم القرم إلى روسيا». في 23 فبراير، نُظمت مظاهرات موالية لروسيا في مدينة سيفاستوبول في القرم.
صرّح رئيس وزراء القرم، أناتولي موهيليوف، أن حكومته اعترفت بالحكومة المؤقتة الجديدة في كييف، وأن حكومة القرم ذاتية الحكم ستخضع لجميع القوانين التي أقرها البرلمان الأوكراني. في سيمفروبل، أُقيم تجمع مناصر لحركة الميدان الأوروبي تألف من 5000 إلى 15000 شخص لدعم الحكومة الجديدة والمطالبة باستقالة برلمان القرم، ولوح الحضور بأعلام أوكرانيا والتتار والاتحاد الأوروبي. في تلك الأثناء، تظاهر الآلاف في سيفاستوبول ضد الحكومة الأوكرانية الجديدة وصوتوا لصالح إقامة إدارة موازية، وأنشأوا كتائب دفاع مدني بدعم من نادي الدراجات النارية الروسي، نايت وولفز. رفع المتظاهرون الأعلام الروسية ورددوا هتافات «بوتين رئيسنا!»، وقالوا أنهم سيرفضون دفع المزيد من الضرائب للدولة الأوكرانية. زُعم مشاهدة قوافل عسكرية روسية في المنطقة. في كرج، حاول محتجون موالون لروسيا إزالة العلم الأوكراني من أعلى قاعة المدينة واستبداله بعلم روسيا. حضر أكثر من 200 شخص، وهم يلوحون بأعلام روسية، وشرائط القديس جاورجيوس ذات اللون البرتقالي والأسود، وأعلام حزب الوحدة الروسي. حاول المحافظ أوليه أوسادشي تفريق الحشد ووصلت الشرطة لاحقًا للدفاع عن العلم. قال العمدة أن «هذه هي القرم التابعة للأراضي الأوكرانية، هنا يوضع علم القرم»، ولكنه اتُّهم بالخيانة ونشب قتال على سارية العلم. في 24 فبراير، احتشد المزيد خارج مبنى الإدارة الحكومية لمدينة سيفاستوبول. طالب المتظاهرون الموالون لروسيا برفقة جماعة القوزاق الحديثة بانتخاب مواطن روسي لمنصب العمدة ورفعوا الأعلام الروسية حول إدارة المدينة، ووزعوا منشورات للتسجيل في ميليشيا الدفاع عن النفس، محذرين من «اقتراب الطاعون الأوروبي الأزرق البني». أعلن فولوديمير ياتسوبا، رئيس حكومة سيفاستوبول، استقالته متذرعًا «بقرار سكان المدينة» الذي اتُخذ في مسيرة مؤيدة لروسيا، وبينما اتجهت إدارة المدينة المؤقتة في البداية إلى الاعتراف بالحكومة الأوكرانية الجديدة، أرغم الضغط المستمر الذي مارسه الناشطين الموالين لروسيا السلطات المحلية على التنازل. نتيجة لذلك، انتخب مجلس مدينة سيفاستوبول أليكسي تشالي عمدة بصورة غير قانونية، وهو مواطن روسي. بموجب القانون الأوكراني، لم يكن بإمكان سيفاستوبول انتخاب عمدة، إذ يشغل رئيس حكومة مدينة سيفاستوبول، الذي يعينه رئيس أوكرانيا، منصب عمدة المدينة. هتف آلاف المتظاهرين الحاضرين بعبارة «عمدة روسي لمدينة روسية».

## الاستجابة الأوكرانية
مباشرةً بعد توقيع معاهدة الانضمام في مارس، استدعت وزارة الخارجية الأوكرانية المدير المؤقت لروسيا في أوكرانيا لتقديم مذكرة شفوية للاحتجاج على ضم روسيا لجمهورية القرم. بعد يومين، أدان البرلمان الأوكراني المعاهدة ووصف تصرفات روسيا بأنها انتهاك صارخ للقانون الدولي. ودعا رادا المجتمع الدولي إلى تجنّب الاعتراف بـ (ما يسمى بجمهورية القرم) أو ضم شبه جزيرة القرم وسيفاستوبول من قبل روسيا كرعايا اتحاديين جديدين.
في 15 أبريل 2014، أعلنَ البرلمان الأوكراني أن جمهورية القرم وسيفاستوبول المتمتعة بالحكم الذاتي تخضع للاحتلال المؤقت من قبل الجيش الروسي وفرض قيودًا على سفر الأوكرانيين الذين يزورون شبه جزيرة القرم. من بين أمور أخرى، قُيَّدت حركة المواطنين الأجانب من شبه جزيرة القرم وإليها وحظر أنواعًا معينة من ريادة الأعمال. كما حظر القانون نشاط الهيئات الحكومية التي تشكلت في انتهاك للقانون الأوكراني ووصف أفعالها أنها باطلة.
خفّضت السلطات الأوكرانية حجم المياه المتدفقة إلى شبه جزيرة القرم بشكل كبير عبر قناة شمال القرم بسبب الديون الضخمة على المياه التي تراكمت العام السابق، مما يهدد بقاء المحاصيل الزراعية في شبه الجزيرة، والتي تعتمد بشكل كبير على الري.
أصدر المجلس الوطني الأوكراني للبث التلفزيوني والإذاعي تعليمات لجميع مشغلي الكابلات في 11 مارس بالتوقف عن إرسال عدد من القنوات الروسية، بما في ذلك الإصدارات الدولية من المحطات الرئيسية التي تسيطر عليها الدولة.
في مارس 2014، بدأ النشطاء في تنظيم حشود الفلاش في محلات السوبر ماركت لحث العملاء على عدم شراء البضائع الروسية ومقاطعة محطات الوقود والبنوك والحفلات الموسيقية الروسية. في أبريل 2014، بدأت بعض دور السينما في كييف وأوديسا في تجنب الأفلام الروسية.
في 2 ديسمبر 2014، أُسّست وزارة سياسة المعلومات، وكان أحد أهدافها، وفقًا لوزير الإعلام الأول، يوري ستاتس، مواجهة العدوان الروسي على المعلومات.
في ديسمبر 2014، أوقفت أوكرانيا جميع خدمات القطارات والحافلات المتوجهة إلى شبه جزيرة القرم.
في 16 سبتمبر 2015، صوّت البرلمان الأوكراني على القانون الذي يحدد 20 فبراير 2014 موعدًا رسميًا للاحتلال الروسي المؤقت لشبه جزيرة القرم. في 7 أكتوبر 2015، وقع رئيس أوكرانيا على القانون حيز التنفيذ.
أنشأت الحكومة الأوكرانية وزارة الأراضي المحتلة مؤقتًا والنازحين داخليًا في 20 أبريل 2016 لإدارة الأجزاء المحتلة من مناطق دونيتسك وشبه جزيرة القرم المتأثرة بالتدخل العسكري الروسي لعام 2014.